# I Stand Alone (песня)
«I Stand Alone» — песня американской рок-группы Godsmack, выпущенная как первый сингл с третьего студийного альбома Faceless. Песня также является единственным синглом с альбома The Scorpion King и основным саундтреком к фильму Царь скорпионов. В 2002 году он получил награду «Song of the Year From a Movie Soundtrack» по версии журнала Metal Edge.
«I Stand Alone» достигла 1-го места в чарте Mainstream Rock Tracks и 20-го в Modern Rock Tracks в США. Сингл получил золотую сертификацию от Американской ассоциации звукозаписывающих компаний, что сподвигло к успеху альбома Faceless, который был продан тиражом в 1,5 миллиона экземпляров.

## Процесс написания
Автором песни «I Stand Alone» был Салли Эрна, а продюсером Эндрю Мурдок. Эрна сказал о создании этой песни:
«У меня было немного времени, прежде чем мы начали писать новый альбом. И оказалось, что режиссер фильма «Царь скорпионов» Чак Рассел был поклонником Godsmack и хотел использовать в фильме нашу песню «Voodoo». Поскольку песня была немного устаревшей, он хотел, чтобы я переделал её, а у меня не было времени для этого. Вместо этого я представил ему новую песню I Stand Alone»
Что касается продюсирования, Робби Меррилл заявил, что Мурдоку удалось вывести Салли на новый уровень с его вокальным диапазоном и попробовать разные идеи, которые группа не пробовала в прошлом. Они решили дать продюсеру шанс и не прогадали.

## Текст песни
«Песня была написана о герое из фильма Царь скорпионов», — объяснил Эрна на съёмках сопроводительного видео. «Дело в том, что он офигенно крутой и мужественный задира, но у него есть скрытая чувствительная сторона. Он чувствует себя изолированным, и ему нравится делать всё в одиночку, потому что у него была какая-то боль в прошлом или что-то вроде того. Я действительно не знаю, почему он такой. Я думаю, что всегда есть какая-то мистика в тех людях, которые действительно круты, но, возможно, чувствуют себя немного одинокими внутри. Таким образом, текст песни отчасти основан на его характере — быть настолько мужественным, насколько это возможно, но все же изолированным и одиноким».

## Видеоклип
Видеоклип основан на фильме «Царь скорпионов», а также содержит кадры из него. Режиссёром видеоклипа выступили братья Штраузе. Он был снят примерно за 750 000 долларов.

## Появления
Песня I Stand Alone стала саундтреком к фильму 2002 года «Царь скорпионов». О песне Салли Эрна рассказал изданию Launch Media: «это как приквел к фильму Мумия возвращается». Это случилось 5000 лет назад в Древнем Египте, 5000 лет назад, вы знаете? Они прислали сценарий и трейлер, и это отчасти то, на чём он был основан, был о персонаже в фильме».
Одним из фанатов этой песни является Дуэйн Джонсон, также известный как «Скала», главный герой фильма «Царь скорпионов». Он говорил, что изучение Эрной темы и сюжета фильма привело к созданию великой песни. «группа Godsmack начала работать с Чаком Расселом, режиссёром, и Чак изложил всю историю о том, кем был мой персонаж, и Салли написал песню. Вот что делает эту песню такой замечательной».
Эта песня также есть в видеоигре Prince of Persia: Warrior Within, которая была использована как для её трейлера, так и для игры в целом.

## Награды
Песня получила две номинации на «Грэмми» как «Лучшая рок-песня» и «Лучшее хард-рок исполнение».
В интервью Салли Эрна сказал, что две номинации группы на премию «Грэмми» застали группу врасплох, потому что они не выпустили альбом в 2002 году.
«Это действительно застало нас врасплох, потому что мы были так заняты работой над новым альбомом и тому подобными вещами, что даже не думали об этом», — сказал Эрна. «2002 год был для нас чем-то вроде стирки, за исключением этого трека. Он служил для своей цели. Это держало нас на плаву всё время, пока мы работали над новым альбомом и всем прочим, так что... теперь, когда он впитывается в меня, я очень рад, что нас только что номинировали на две награды. Победим мы в номинации или нет, всё равно... Кто-то теперь знает нас за ту тяжёлую работу, которую мы проделали».

## Список композиций
| №  | Название        | Автор        | Длительность |
| -- | --------------- | ------------ | ------------ |
| 1. | «I Stand Alone» | Эрна         | 4:07         |
| 2. | «Bad Religion»  | Эрна, Стюарт | 3:13         |
| 3. | «Sick of Life»  | Эрна         | 3:46         |
| 4. | «Vampires»      | Эрна         | 3:46         |

Примечание: Хотя «I Stand Alone» есть в альбоме Faceless, эта песня была выпущена годом раньше как сингл с альбома саундтреков фильма Царь скорпионов, затем позже была включена в альбом Faceless. Таким образом, все остальные треки на сингле добавлены с их предыдущих релизов, Godsmack и Awake.

## Позиции в чартах и сертификации

### Чарты
| Чарт (2002)                            | Высшая позиция |
| -------------------------------------- | -------------- |
| Австралия (ARIA)                       | 90             |
| Германия (GfK)                         | 96             |
| Нидерланды (Single Top 100)            | 70             |
| США (Billboard Bubbling Under Hot 100) | 2              |
| США (Billboard Alternative Airplay)    | 20             |
| США (Billboard Mainstream Rock)        | 1              |

### Сертификации
| Регион                                                      | Сертификация | Продажи  |
| ----------------------------------------------------------- | ------------ | -------- |
| США (RIAA)                                                  | Золотой      | 500 000^ |
| ^ Данные о тиражах приведены только на основе сертификации. |              |          |